# اللجنة الفرنسية للتحرير الوطني
لجنة التحرير الوطنية الفرنسية (المعروفة اختصاراً بـ CFLN) هو الاسم الذي أطلق على النظام السياسي والحكومة المرافقة له، والتي خلفت فرنسا الحرة في 3 يونيو 1943. قامت هذه اللجنة بدمج السلطتين الفرنسيتين المشاركتين في الحرب مع الحلفاء: اللجنة الوطنية الفرنسية في لندن، بقيادة الجنرال ديغول، قائد فرنسا الحرة، والقيادة العامة المدنية والعسكرية الفرنسية في الجزائر، بقيادة الجنرال جيرو، وذلك لتوحيد الجهد الحربي الفرنسي والتحضير للتحرير.
اعتبرت لجنة التحرير الوطنية الفرنسية نظام فيشي "غير شرعي، باطلاً ولاغياً"، وانتهى هذا النظام في 20 أغسطس 1944 بنفي المارشال بيتان إلى ألمانيا. أدارت اللجنة جزءاً من أراضي الإمبراطورية الفرنسية لمدة عام حتى 3 يونيو 1944، وهو التاريخ الذي تغير فيه اسمها إلى الحكومة المؤقتة للجمهورية الفرنسية (GPRF) لإثبات السيادة على الأراضي الحضرية التي سيتم تحريرها تدريجياً بعد إنزال النورماندي.
حتى نهاية عام 1944، كانت فرنسا تدار من قبل حكومة مؤقتة أنشأتها لجنة التحرير الوطنية الفرنسية وترأسها شارل ديغول، الذي أبعد تدريجياً الجنرال جيرو عن الرئاسة المشتركة للجنة التحرير الوطنية الفرنسية. تأسس هذا النظام السياسي الجمهوري ونظم بمرسوم في 17 سبتمبر 1943.
كان عمل هذه الحكومة واسع النطاق، فقد قادت فرنسا نحو نهاية الحرب العالمية الثانية، وكانت وراء العديد من الإصلاحات السياسية الهامة ومن بينها توسيع حق التصويت ليشمل النساء.

## الدستور الأول للجنة فرنسية للتحرير الوطني

### الاتصال الأولي بالجزائر

#### عزلة ديغول الأولية
عندما وصل ديغول في 30 مايو 1943 إلى الجزائر، بسرية تامة، لم يكن مرافقًا إلا بوفد مختصر من المجلس الوطني في لندن. ومع ذلك، كان لديه هناك خدمة حماية مكونة من بعض الفرنسيين الأحرار، الذين كانوا متطوعين سابقين في انقلاب 8 نوفمبر 1942. وكان يترأسها الكابتن روجيه كاركاسون، القائد السابق للمقاومة في وهران، والملازم الأول برنار كارسنتي، المساعد السابق لجوزيه أبولكر خلال الانقلاب.
لذا، يبدو أن ديغول وحيدًا تمامًا، مقابل الجنرال جيرو الذي يتحكم في الجهاز العسكري والإداري والشرطي لفرنسا في شمال أفريقيا، بالإضافة إلى دعم الولايات المتحدة وروزفلت بشكل خاص.

#### أول "حمام جماهيري"
بعد استقباله من قبل جيرو، كسر ديغول سر مجيئه بالتوجه إلى النصب التذكاري للشهداء في وسط الجزائر العاصمة. استُقبل بحرارة في المنتدى من خلال تظاهرة حاشدة وكانت هذه أول تظاهرة جماهيرية حقيقية له. أحد المراقبين، نائب القنصل الأمريكي، بندار، قارنه بهتلر. هذه المقارنة المفاجئة تؤكد على الأقل حجم التظاهرة ورأي الأمريكيين. وأخيراً، عند عودته إلى فيلا جليسينس، المسكن الذي خصصه له جيرو، وجد ديغول رسائل من بعض الشخصيات المحلية التي تعلن ولاءها له.

### الاجتماع العملي الأول
في صباح يوم 31 مايو، عقد الاجتماع العملي الأول. شارك فيه جيرو، يرافقه الجنرال جورج وجان مونيه، وديغول يرافقه أندريه فيليب والسفير رينيه ماسجلي (الذي انضم لاحقاً إلى فرنسا الحرة، ولكنه كان متعجلاً، وفقاً لما ذكره الجنرال بوسكات، ليصبح وزير الخارجية). المشارك السابع هو الجنرال كاترو، الذي كان يمثل ديغول في الجزائر.

#### الشروط التي وضعها ديغول
الشروط التي وضعها ديغول ليست جديدة، اقترح على جيرو تشكيل حكومة فرنسية حقيقية قادرة على الدفاع عن مصالح فرنسا في المعسكر الحليف، ولهذا الغرض، اقترح:
- أن يتخلى جيرو عن الجمع بين القيادة العسكرية العليا ورئاسة السلطة المدنية.
- أن يتم فصل القناصل الفيشستيين فورًا.

#### رفض جيرو للشروط التي وضعها ديغول
رفض جيرو الامتثال للاقتراح الأول، لأنه وفقًا له، يجب أن يكون هناك قائد واحد، مدني وعسكري مسؤول. كما رفض التضحية بنوغيس، وبيروتون، وبوسون. علاوة على ذلك، بدا أنه تفاخر بأنه قرر شخصيًا تنفيذ إعدام بونييه دو لا شابيل. ثم يقف قائد فرنسا الحرة ويغادر القاعة دون أي كلمة.
حدث اجتماع جديد، بين الرجلين فقط، بعد ظهر نفس اليوم. قبل ديغول الجمع المؤقت من قبل جيرو بين القيادة العسكرية والرئاسة، ولكن بشرط أن يتم عزل قادة الأراضي المتورطين فورًا. رفض جيرو، على الرغم من أن الأحداث تتطور لغير صالحه. في الواقع، جنوده يواصلون الانضمام إلى القوات الفرنسية الحرة؛ بعض المقاتلين الأكثر تحفيزًا في جيشه لم يعودوا يرغبون في أن يقادوا من قبل ضباط أطلقوا النار على الحلفاء ويحثونهم على القتال "لتحرير المارشال". بدلاً من مواجهة الواقع، ذهب جيرو للشكوى إلى الأمريكيين الذين سيبعدون القوات الفرنسية الحرة من تونس.

### تشكيل أول لجنة فرنسية للتحرير الوطني (CFLN)

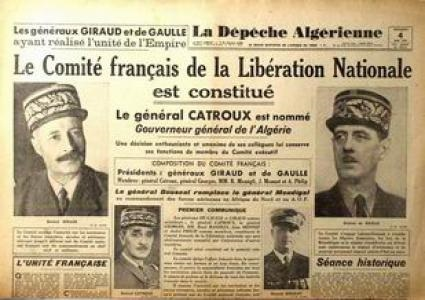
الصفحة الأولى من صحيفة La Dépêche algérien تعلن عن تشكيل اللجنة الفرنسية للتحرير الوطني، 4 يونيو 1943.

#### الاتفاق على المبادئ
في 3 يونيو الساعة 10 صباحًا، اجتمع السبعة وجهاً لوجه واقترح ديغول نصوصاً لمرسوم وإعلان ينشئ الهيئة الحكومية الجديدة. وتم تبني كليهما.
بناءً على ذلك، سيمارس سلطة مركزية فرنسية واحدة:
- السيادة الفرنسية (السلطتين التشريعية والتنفيذية)؛
- إدارة والدفاع عن جميع المصالح الفرنسية في العالم؛
- السلطة على جميع الأراضي والقوات التي تتبع الكيانين المندمجين؛
- الصلاحيات الدبلوماسية (يمارسها بالتوازي الرئيسان المشاركان)؛

ستستمر هذه السلطة المركزية حتى اليوم الذي يكون فيه بالإمكان، بعد التحرير، وفقاً لقوانين الجمهورية، تسليم السلطة إلى حكومة مؤقتة.

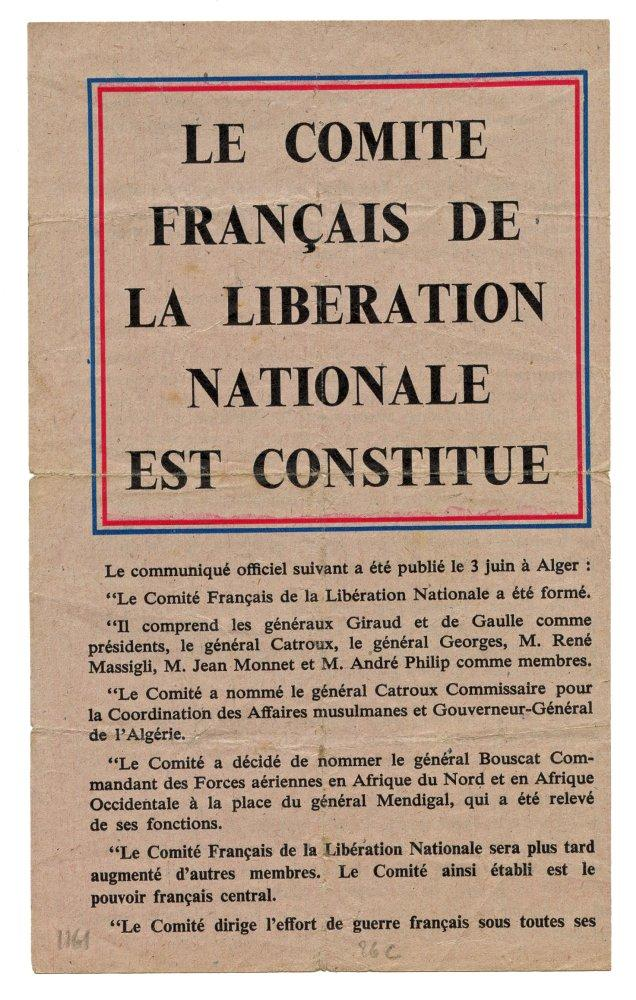
ملصق يعلن دستور CFLN، 1943.

#### الاتفاق على الأشخاص

##### تشكيل أول لجنة فرنسية للتحرير الوطني (CFLN):
- الأعضاء هم الرؤساء جيرو وديغول،
- المفوضون الديجوليون: أندريه فيليب، في الداخلية، ورينيه ماسيجلي في الشؤون الخارجية.
- المفوضون الجيروديون: جان مونيه في التسليح، والجنرال ألفونس جورج، مفوض الدولة.
- المفوض "المستقل": الجنرال جورج كاترو، مفوض الدولة.

##### تغيير رؤساء المناطق
أُستبدل رؤساء المناطق، بعد أن طلب ديغول مجدداً رحيلهم، وحاول جيرو الدفاع عن حالة بواسيون: عُيين السفير غابرييل بواو، الذي كان قد اتخذ موقفاً ضد الهدنة في عام 1940، مقيماً عاماً في المغرب؛ أصبح كاترو حاكماً عاماً للجزائر، بدلاً من بيروتون؛ أصبح جان هيليو، السفير الذي انضم إلى فرنسا الحرة في أغسطس 1940، مندوباً عاماً في المشرق؛ في تونس، تم استبعاد الجنرال الفيشستي بيوكس، الذي اقترحه جيرو، بينما تم قبول شارل ماست فوراً؛ أما بواسيون، فسينتظر في منصبه حتى يتم استبداله. ولكن في 18 يونيو، أثناء وضع إكليل من الزهور على نصب الشهداء، سيواجه صيحات الاستهجان، وسيقمع التظاهرة، وفي 19 يونيو، سيستقيل أيضاً.